# Pia Adelsteen
Pia Adelsteen (født 11. september 1963) var fra 13. november 2007 til den 5. juni 2019 medlem af Folketinget, valgt for Dansk Folkeparti i Egedalkredsen (Nordsjællands Storkreds). Hun er selvstændig erhvervsdrivende.
Hun har været eller er medlem af kommunalbestyrelserne i Slangerup, efterfølgerkommunen Frederikssund og Mariagerfjord. Slangerup Kommune før 1. januar 2006, fra 1. januar 2007 i Frederikssund Kommune og fra 1. januar 2018 i Mariagerfjord Kommune. Fra 1. januar - 31. december 2006 sad hun i sammenlægningsudvalget, der skulle forberede sammenlægningen til den nye Frederikssund Kommune.
Pia Adelsteen driver et revisionsfirma.

## Hvervsregistret
Lønnede stillinger
Medlem af Skatteankenævn i Frederikssund.
Selvstændig virksomhed
Bogholderi – KEA Kontorservice.

## Eksterne links
- Pia Adelsteen på Folketingets hjemmeside